# 道の駅歓遊舎ひこさん
道の駅歓遊舎ひこさん（みちのえき かんゆうしゃひこさん）は、福岡県田川郡添田町にある福岡県道52号八女香春線の道の駅である。

## 概要
JR九州日田彦山線 歓遊舎ひこさん駅（休止中）と直結する。また、敷地内に日田彦山線BRT 歓遊舎ひこさん駅（バス停留所）が設置されている。

## 歴史
- 1999年（平成11年）11月 - オープン
- 2005年（平成17年）8月10日 - 道の駅第21回登録において、「道の駅歓遊舎ひこさん」として登録。

## 施設
- 駐車場
  - 普通車：33台
  - 大型車：1台
  - 身障者用：2台
- トイレ
  - 男：大 8器（1器）、小 12器（2器）
  - 女：15器（1器）
  - 身障者用：3器（1器）

※（）内は、24時間利用可能
- 公衆電話
- レストラン
- 物産販売所
- 公園「こどもわくわくパーク」
- 日田彦山線BRT歓遊舎ひこさん駅

## 休館日
- 12月31日　1月１日　2日　3日
- 2月第1木曜金曜

## アクセス
- 福岡県道52号八女香春線 - 登録路線
- JR九州バス（・JR九州）日田彦山線BRT 歓遊舎ひこさん駅敷地内設置。

## 周辺
- JR九州日田彦山線BRT 歓遊舎ひこさん駅
- 英彦山
- 添田公園